# Onoseris drakeana
Onoseris drakeana là một loài thực vật có hoa trong họ Cúc. Loài này được André mô tả khoa học đầu tiên năm 1882.